# Castra

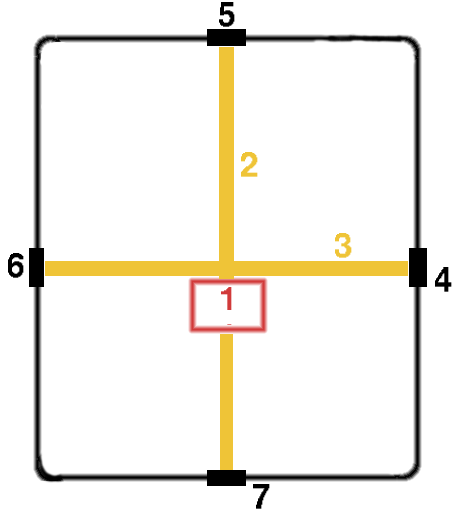
Castrum, 1 Praetorium 2 Via Praetoria 3 Via Principalis 4 Porta Principalis Dextra (rechterpoort) 5 Porta Praetoria (hoofdpoort) 6 Porta Principalis Sinistra (linkerpoort) 7 Porta Decumana (achterste poort)

Castrum (meervoud castra) was de Latijnse benaming voor een Romeins legerkamp. De term castrum werd gebruikt voor legerkampen van verschillende afmetingen, zoals een groot legionair fort, kleinere forten en tijdelijke kampementen.

## Indeling van een castrum
In het castrum sneden de via principalis en de via praetoria elkaar. De eerste liep van de porta principalis dextra naar de porta principalis sinistra (linkerpoort), waar de carcer (gevangenis) zich bevond. De via praetoria, langs het Praetorium (hoofdkwartier, afgeleid van praetor), liep van de porta praetoria (hoofdpoort) tot de porta decumana (achterste poort). In het midden van het kamp bevond zich het Praetorium, de tenten van de legerleiding, de vergaderplaats en het valetudinarium (cf. infra). Daar omheen waren de papiliones (tenten) van in contubernia opgedeelde Romeinse legionairs opgesteld.
Elk castrum bezat een valetudinarium (cf. ziekenboeg) waarnaar gewonden en zieken werden vervoerd om door de meereizende medische staf verzorgd te worden. De tenten werden opgetrokken tussen tijdelijke verschansingen van aarde en hout, waardoor men beschut was tegen eventuele nachtelijke overvallen. Toen men later echter overschakelde op een meer offensieve strategie, kregen de castra een meer permanent karakter en gingen deze legioenstandplaatsen ook dienstdoen als zomerkamp. Dit leidde tot een groter comfort van de kampen.
Een castrum bestond uit barakken, waar de militairen hun onderkomen hadden. Rond het castrum was een fossa, een soort gracht die door de Romeinse soldaten gegraven werd. Het opgegraven materiaal werd gebruikt voor de muur rond het castrum. Bovenop deze muur was een palissade. Deze palissade werd van palen met spitse punten gemaakt. In latere tijd werden de castra "versteend" en werden de muren en hoofdgebouwen in steen opgetrokken.
De Latijnse enkelvoudsvorm castrum werd ook gebruikt voor een geografisch locatie, bijv. Castrum Album, Castrum Novum en Castrum Rodanas bij Saint-Maximin in Frankrijk. Barakken van Romeinse soldaten worden in het Nederlands ook wel aangeduid met castra, de meervoudsvorm van castrum.

## Beknopte bibliografie
- Y. Le Bohec, art. castra (I 1), in NP2 (1997), klm. 1022 - 1024.
- B. van Daele, Het Romeinse leger, Leuven, 2003.